# Звёздная палата (фильм)
«Звёздная палата» (англ. The Star Chamber) — американский художественный фильм в жанре криминального триллера режиссёра Питера Хайамса с Майклом Дугласом в главной роли, вышедший 1983 году.

## Сюжет
Судья Стивен Хардин в ярости: из-за того, что при аресте преступника полицейские допустили неточность в процедуре, у него, согласно норме закона, просто нет другого выхода, кроме как прекратить дело против убийцы восьмилетнего мальчика. И это далеко не первый случай в его многолетней практике, когда по абсолютно формальным основаниям заведомо виновному удаётся избежать наказания. Видя душевные терзания коллеги, судья Бен Кофилд предлагает ему присоединиться к тайному сообществу, объединившему таких же «винтиков» несовершенной правовой системы. Цель членов этой организации — не позволить преступлению остаться безнаказанным.

## В ролях
- Майкл Дуглас — верховный судья Стивен Р. Хардин
- Хэл Холбрук — судья Бенджамин Колфилд
- Яфет Котто — детектив Гарри Лоуэс
- Шэрон Глесс — Эмили Хардин
- Джеймс Сиккинг — доктор Гарольд Левин
- Джо Регалбуто — Артур Кумс
- Джон ДиСанти — Лоуренс Монк
- Дайана Дуглас — Адриана Колфилд